# آلساندرو ولوتو
آلساندرو ولوتو (ایتالیایی: Alessandro Velotto؛ زادهٔ ۱۲ فوریهٔ ۱۹۹۵) بازیکن واترپلو اهل ایتالیا است.